# کبه نایه
کبه نایه (عربی: كبة نيئة) یک مزه (خوراک) در آشپزی لبنانی و محبوب در شام (سرزمین) است. این غذا شامل گوشت چرخ‌کرده گوشت گوسفند مخلوط با بلغور ریز و ادویه‌جات است.